# 新桜ケ丘
新桜ケ丘（しんさくらがおか）は、神奈川県横浜市保土ケ谷区の地名。現行行政地名は新桜ケ丘一丁目及び新桜ケ丘二丁目。住居表示実施済区域。
横浜新道の新桜ヶ丘インターチェンジ、保土ヶ谷バイパスの新保土ヶ谷インターチェンジ・藤塚インターチェンジに挟まれているが、町域からは外れる。
また2kmほど東には大正から昭和戦前期に開発された「桜ケ丘」があり、当地はこれに因んで命名されたものである。

## 地理
保土ケ谷区の南西部に位置し、北に仏向町、東に藤塚町、南東に法泉、南と西に今井町、北西に旭区市沢町と接している。

### 地価
住宅地の地価は、2025年（令和7年）1月1日の公示地価によれば、新桜ケ丘1-45-5の地点で16万9000円/m²となっている。

## 歴史

### 沿革
- 1998年（平成10年）10月19日 - 住居表示の実施（保土ケ谷区東部第一次地区[7]）に伴い、今井町、藤塚町、旭区市沢町の各一部を分離し、新桜ケ丘一丁目から新桜ケ丘二丁目を新設[8]。

### 町名の変遷
| 実施後         | 実施年月日                 | 実施前（各町名ともその一部）         |
| -------------- | -------------------------- | ------------------------------------ |
| 新桜ケ丘一丁目 | 1998年（平成10年）10月19日 | 今井町、藤塚町（各一部）             |
| 新桜ケ丘二丁目 | 1998年（平成10年）10月19日 | 今井町、藤塚町、旭区市沢町（各一部） |

## 世帯数と人口
2025年（令和7年）6月30日現在（横浜市発表）の世帯数と人口は以下の通りである。
| 丁目           | 世帯数    | 人口    |
| -------------- | --------- | ------- |
| 新桜ケ丘一丁目 | 1,582世帯 | 3,276人 |
| 新桜ケ丘二丁目 | 1,301世帯 | 2,726人 |
| 計             | 2,883世帯 | 6,002人 |

### 人口の変遷
国勢調査による人口の推移。
| 年                 | 人口  |
| ------------------ | ----- |
| 2000年（平成12年） | 7,384 |
| 2005年（平成17年） | 7,053 |
| 2010年（平成22年） | 6,759 |
| 2015年（平成27年） | 6,393 |
| 2020年（令和2年）  | 6,186 |

### 世帯数の変遷
国勢調査による世帯数の推移。
| 年                 | 世帯数 |
| ------------------ | ------ |
| 2000年（平成12年） | 2,506  |
| 2005年（平成17年） | 2,529  |
| 2010年（平成22年） | 2,596  |
| 2015年（平成27年） | 2,564  |
| 2020年（令和2年）  | 2,621  |

## 学区
市立小・中学校に通う場合、学区は以下の通りとなる（2024年11月時点）。
| 丁目           | 番・番地等                                | 小学校             | 中学校           |
| -------------- | ----------------------------------------- | ------------------ | ---------------- |
| 新桜ケ丘一丁目 | 全域                                      | 横浜市立藤塚小学校 | 横浜市立橘中学校 |
| 新桜ケ丘二丁目 | 1〜39番 40番1・2・5・8号 41番2・5〜7・9号 | 横浜市立藤塚小学校 | 横浜市立橘中学校 |

## 事業所
2021年（令和3年）現在の経済センサス調査による事業所数と従業員数は以下の通りである。
| 丁目           | 事業所数  | 従業員数 |
| -------------- | --------- | -------- |
| 新桜ケ丘一丁目 | 90事業所  | 562人    |
| 新桜ケ丘二丁目 | 67事業所  | 506人    |
| 計             | 157事業所 | 1,068人  |

### 事業者数の変遷
経済センサスによる事業所数の推移。
| 年                 | 事業者数 |
| ------------------ | -------- |
| 2016年（平成28年） | 140      |
| 2021年（令和3年）  | 157      |

### 従業員数の変遷
経済センサスによる従業員数の推移。
| 年                 | 従業員数 |
| ------------------ | -------- |
| 2016年（平成28年） | 1,011    |
| 2021年（令和3年）  | 1,068    |

## 施設
- 横浜市立藤塚小学校
- 保土ケ谷警察署 新桜ケ丘駐在所

## その他

### 日本郵便
- 郵便番号 : 240-0036[3]（集配局：保土ヶ谷郵便局[17]）

### 警察
町内の警察の管轄区域は以下の通りである。
| 丁目           | 番・番地等 | 警察署         | 交番・駐在所   |
| -------------- | ---------- | -------------- | -------------- |
| 新桜ケ丘一丁目 | 全域       | 保土ケ谷警察署 | 新桜ケ丘駐在所 |
| 新桜ケ丘二丁目 | 全域       | 保土ケ谷警察署 | 新桜ケ丘駐在所 |